# Смартстанция
Смартста́нция (от англ. Smartstation — «умная станция») — это класс электронных многофункциональных устройств, одновременно выполняющих функции L2/L3 маршрутизатора, беспроводной Wi-Fi точки-доступа, VoIP-шлюза, мини АТС, базовой станции DECT, сетевого хранилища NAS, принт-сервера и других сетевых устройств.
В большинстве случаев смартстанции является оборудованием класса SOHO и позволяют организовать инфокоммуникационную инфраструктуру на базе одного интегрированного устройства.
Для индивидуальной настройки и управления услугами используется веб-интерфейс, а также специальные приложения для различных операционных систем, в том числе мобильных.
В настоящее время на рынке представлены смартстанции от компаний Emzior Technologies, AVM GmbH, DrayTek Corp., D-Link Corp. и других производителей.

## Введение
Современная информационно-коммуникационная инфраструктура офиса требует оснащения различными группами устройств в области организации системы телефонной связи (ГТС, DECT, SIP, VOIP, GSM, ISDN и др.), локальной сети (Ethernet 100 Мбит/с, Ethernet 1 Гбит/с), доступа в сеть Интернет (Ethernet, ISDN, xDSL, xPON, LTE, 3G и др.), создания беспроводной локальной сети (до 450 мбит/с), а также подключения различных сетевых устройств — как правило, это составляет до 6-7 различных цифровых и сетевых устройств, слабо приспособленных для интегрирования между собой. Одним из самых простых и доступных решений проблемы создания единой информационно-коммуникационной инфраструктуры на базе упомянутых устройств являются смартстанции — «умные» станции, содержащие компоненты необходимых ИКТ-устройств.

## История создания
На протяжении 1991—2013 гг. одновременно с развитием услуг связи и технологий передачи данных претерпевали изменения требования к оснащению информационно-коммуникационной инфраструктуры для офисного и домашнего использования. После появления первых маршрутизаторов, позволяющих соединить несколько компьютеров в одну сеть, у потребителей возникла потребность организации беспроводного способа передачи данных. Данная тенденция способствовала созданию первых беспроводных точек доступа, представленных как в виде самостоятельных устройств, так и интегрированных в маршрутизаторы.
Параллельно с развитием технологий передачи данных у потребителей росла потребность в модернизации средств стационарной и мобильной связи. С развитием цифровых технологий телефония прошла эволюцию от аналоговой телефонной связи до цифровой. Также в это время получили распространение стандарты беспроводной связи DECT и GSM. Благодаря произошедшему увеличению пропускной способности интернет-каналов получила развитие интернет-телефония по протоколу SIP и VOIP, позволяющая существенно снизить затраты на оплату телефонных звонков за счет использования VOIP-траффика. Как и маршрутизаторы телефонные аппараты городской телефонной сети, мобильной связи, беспроводной связи DECT, SIP и VOIP-телефонии представляют собой отдельные устройства, сложные для интегрирования в существующую инфраструктуру компаний.
В настоящее время трудно представить офис современной компании без сетевого локального принтера и сетевого хранилища данных. Данные устройства также появились в конце XX века и продолжают совершенствоваться в настоящий момент. В 2013 г. российская компания Emzior Technologies представила смартстанцию Tellus, которую за бюджетные деньги сделал ОАО "НИИ "Масштаб" фактически скопировав роутер FRITZ!Box немецкой корпорации AVM GmbH, одновременно заменяющую маршрутизатор, беспроводную точку доступа, телефонную базу DECT, офисную мини АТС, сетевое хранилище данных NAS, принт-сервер, и обеспечивающую доступ в Интернет по технологиям Ethernet и 3G/4G (LTE).  Дальнейшее развитие смартстанций в России предусматривает замену всех возможных информационно-коммуникационных устройств для дома или офиса, например, включение не только классических компонентов, но и модулей IP АТС, IPTV, LTE и т. д.

## Наиболее часто встречающиеся функциональные возможности
Функциональные возможности смартстанций варьируются в зависимости от производителя и от перечня совместимых устройств. Набор таких возможностей может заменять различные виды устройств:
- Маршрутизатор;
- xDSL-, ISDN-, xPON-модем;
- Беспроводная точка доступа;
- WDS-репитер;
- IP АТС;
- VOIP-шлюз и SIP-телефония;
- Базовая станция DECT;
- Приставка IPTV;
- Медиаплеер;
- Сетевое хранилище NAS;
- Принт-сервер
- и др.

## Применение
Благодаря универсальному набору функциональных возможностей смартстанция идеально подходит для использования в небольших офисах и загородных домах, где необходимо максимально просто и быстро обеспечить наличие экономичной телефонной связи с возможностями мини-АТС и доступа в сеть Интернет, организовать локальную сеть и совместный доступ к хранилищу данных.